# Liquid handling
Liquid handling je termín hodně používaný ve spojení pro manipulací s tekutou složkou. Asi nejjednodušší překlad do češtiny by byl pipetování.
Jedná se o nasávání a transfer určitého objemu tekutiny z jednoho místa a dispenzi (vypuzení tekutého obsahu) na místo druhé. Jednoduchým příkladem může být pipeta běžně používaná v laboratoři. V tomto případě definujeme "Liguid handling" jako přístroj, který ovládá objem pomocí pístu a tzv. mrtvého objemu vzduchu.
Toto popisuje i mezinárodně uznávaná norma ISO, v případě pipetoru ISO 8655.
Pro náročnější operace doporučuji použít překlad opisem – Liguid handling = Transfer a manipulace tekutou (kapalnou) složkou.